# Ronald Cerritos
Ronald Osvaldo Cerritos Flores est un footballeur international salvadorien, né le 3 janvier 1975 à San Salvador au Salvador. Il évolue au poste d'attaquant.

## Biographie

### Carrière en club
Ronald Cerritos arrive en Major League Soccer le 21 mars 1997 et il est alloué au Clash de San José. Il réalise une saison pleine sur le plan personnel avec douze buts (meilleur buteur de son équipe) et dix passes en vingt-deux rencontres de saison régulière ce qui lui vaut d'être désigné dans le MLS Best XI mais son équipe ne se qualifie pas pour le séries. Les saisons 1998 et 1999 se passent tout aussi bien avec treize puis quinze buts en saison régulière, mais son équipe ne se qualifie toujours pas pour les play-offs. En 2000, touché par les blessures, il ne joue que neuf rencontres en saison régulière. En 2001, il compile onze buts (meilleur buteur du club pour la quatrième fois) et six passes en saison régulière,. Son équipe se qualifie pour les séries éliminatoires et gagne le championnat en disposant en finale du Galaxy de Los Angeles sur un but en or de Dwayne de Rosario.
Le 8 février 2002, il est échangé au Burn de Dallas contre Ariel Graziani. Durant cette saison 2002, il est souvent sur le banc car il ne démarre que onze matchs sur les vingt-trois qu'il joue en saison régulière (pour quatre buts et six passes). Il ne joue pas le premier tour de séries que perd Dallas. La saison 2003 démarre de la même manière pour lui qui alterne titularisations et passages sur le banc (quinze rencontres dont neuf titularisations pour trois buts). Le 19 août 2003, il est échangé au D.C. United contre Ali Curtis et deux tours de repêchage universitaire (premier et sixième tour de la MLS SuperDraft 2004). Il participe à la qualification de son équipe pour les séries avec dix apparitions (pour un but et une passe), où son équipe est éliminée dès le premier tour. Lors de la saison 2004, il marque deux buts et réalise une passe décisive avant d'être libéré par la franchise le 21 juin 2004.
Il décide alors de jouer avec l'Alianza Fútbol Club, un club du Salvador avant de retourner en MLS, l'année suivante à San José. Il réalise une saison 2005 excellente avec six buts et neuf passes en trente rencontres de saison régulière jouées dans la lignée de son équipe qui gagne le MLS Supporters' Shield attribué à la meilleure équipe de la saison régulière mais les Earthquakes sont éliminés dès le premier tour des séries. Il gagne par ailleurs le Trophée du fair-play de la MLS. Durant l'intersaison, la franchise déménage à Houston. Cerritos est conservé à Houston, mais la saison 2006 se passe mal avec seulement une passe délivrée en quinze apparitions (sept titularisations). Il est libéré par la franchise en août 2006.
Il signe alors un contrat de deux ans au San Salvador FC où il évolue durant la fin de l'année 2006 et l'année 2007. En novembre 2007, il signe aux Real Maryland Monarchs, une franchise venant d'être créée et qui évolue en USL Second Division soit le troisième niveau du soccer américain. Il y dispute quinze matchs pour deux buts et une passe avant d'être libéré. Le 31 juillet 2008, il signe aux Railhawks de la Caroline qui évoluent un cran plus haut en USL First Division. Il y marque un but en sept matchs mais n'est pas prolongé pour l'année suivante.
Lors de la mi-temps du match entre San José et le Fire de Chicago, le 29 septembre 2010, Cerritos est introduit au temple de la renommée des Earthquakes de San José,.
Il a créé une académie de football nommé la Cerritos Soccer Academy.

### Carrière en sélection
Ronald Cerritos commence sa carrière internationale le 5 décembre 1993 lors d'un match amical perdu 7-0 contre les États-Unis. Il marque son premier but pour le Salvador lors de la Gold Cup 1996 le 10 janvier contre l'équipe de Trinité-et-Tobago. Il dispute au total 4 Gold Cup avec son pays en 1996, 1998, 2002 et 2007.

## Statistiques

### En club
| Saison                | Club                     | Championnat           | Championnat | Championnat | Championnat | Coupe(s) nationale(s) | Coupe(s) nationale(s) | Coupe(s) nationale(s) | Séries | Séries | Séries | Total | Total | Total |
| Saison                | Club                     | Division              | M.          | B.          | P.d.        | M.                    | B.                    | P.d.                  | M.     | B.     | P.d.   | M.    | B.    | P.d.  |
| 1997                  | Clash de San José        | MLS                   | 22          | 12          | 10          | 2                     | 2                     | 1                     | -      | -      | -      | 24    | 14    | 11    |
| 1998                  | Clash de San José        | MLS                   | 31          | 13          | 12          | 2                     | 0                     | 0                     | -      | -      | -      | 33    | 13    | 12    |
| 1999                  | Earthquakes de San José  | MLS                   | 31          | 15          | 9           | -                     | -                     | -                     | -      | -      | -      | 31    | 15    | 9     |
| 2000                  | Earthquakes de San José  | MLS                   | 9           | 4           | 1           | -                     | -                     | -                     | -      | -      | -      | 9     | 4     | 1     |
| 2001                  | Earthquakes de San José  | MLS                   | 25          | 11          | 6           | 2                     | 1                     | 0                     | 6      | 1      | 0      | 33    | 13    | 6     |
| 2002                  | Burn de Dallas           | MLS                   | 23          | 4           | 6           | 3                     | 1                     | 0                     | -      | -      | -      | 26    | 5     | 6     |
| 2003                  | Burn de Dallas           | MLS                   | 15          | 3           | 1           | -                     | -                     | -                     | -      | -      | -      | 15    | 3     | 1     |
| 2003                  | DC United                | MLS                   | 10          | 1           | 1           | 2                     | 2                     | 0                     | 2      | 0      | 0      | 14    | 3     | 1     |
| 2004                  | D.C. United              | MLS                   | 10          | 2           | 1           | -                     | -                     | -                     | -      | -      | -      | 10    | 2     | 1     |
| 2004                  | Alianza Fútbol Club      | Primera División      |             |             | -           |                       |                       | -                     | -      | -      | -      | 0     | 0     | 0     |
| 2005                  | Earthquakes de San José  | MLS                   | 30          | 6           | 9           | 1                     | 1                     | 0                     | 2      | 0      | 0      | 33    | 7     | 9     |
| 2006                  | Dynamo de Houston        | MLS                   | 15          | 0           | 1           | 1                     | 1                     | 0                     | -      | -      | -      | 16    | 1     | 1     |
| 2007-2008             | San Salvador FC          | Primera División      |             |             | -           |                       |                       | -                     | -      | -      | -      | 0     | 0     | 0     |
| 2008                  | Real Maryland Monarchs   | USL-2                 | 15          | 2           | 1           | -                     | -                     | -                     | -      | -      | -      | 15    | 2     | 1     |
| 2008                  | Railhawks de la Caroline | USL-1                 | 7           | 1           | 1           | -                     | -                     | -                     | -      | -      | -      | 7     | 1     | 1     |
| Total sur la carrière | Total sur la carrière    | Total sur la carrière | 243         | 74          | 59          | 13                    | 8                     | 1                     | 10     | 1      | 0      | 266   | 83    | 60    |

### En sélection

#### Bilan année par année
Sources,.
| Salvador | Salvador | Salvador |
| Année    | Matchs   | Buts     |
| -------- | -------- | -------- |
| 1993     | 1        | 0        |
| 1994     | 0        | 0        |
| 1995     | 5        | 0        |
| 1996     | 12       | 2        |
| 1997     | 10       | 0        |
| 1998     | 5        | 0        |
| 1999     | 4        | 1        |
| 2000     | 6        | 1        |
| 2001     | 0        | 0        |
| 2002     | 3        | 0        |
| 2003     | 0        | 0        |
| 2004     | 7        | 0        |
| 2005     | 0        | 0        |
| 2006     | 0        | 0        |
| 2007     | 11       | 0        |
| 2008     | 4        | 4        |
| Total    | 68       | 8        |

#### Buts internationaux
| # | Date              | Lieu                                            | Adversaire        | Score | Résultat | Compétition                             |
| - | ----------------- | ----------------------------------------------- | ----------------- | ----- | -------- | --------------------------------------- |
| 1 | 10 janvier 1996   | Edison International Field, Anaheim, États-Unis | Trinité-et-Tobago | 2–0   | 3–2      | Gold Cup 1996                           |
| 2 | 25 septembre 1996 | Memorial Coliseum, Los Angeles, États-Unis      | Guatemala         | 1–1   | 2–1      | Match amical                            |
| 3 | 29 mai 1999       | Giants Stadium, East Rutherford, États-Unis     | Colombie          | 2–1   | 2–1      | Match amical                            |
| 4 | 5 mars 2000       | Estadio Cuscatlán, San Salvador, Salvador       | Belize            | 3–0   | 5–0      | Éliminatoires de la Coupe du monde 2002 |
| 5 | 6 février 2008    | Estadio Cuscatlán, San Salvador, Salvador       | Anguilla          | 5–0   | 12–0     | Éliminatoires de la Coupe du monde 2010 |
| 6 | 6 février 2008    | Estadio Cuscatlán, San Salvador, Salvador       | Anguilla          | 10–0  | 12–0     | Éliminatoires de la Coupe du monde 2010 |
| 7 | 6 février 2008    | Estadio Cuscatlán, San Salvador, Salvador       | Anguilla          | 12–0  | 12–0     | Éliminatoires de la Coupe du monde 2010 |
| 8 | 26 février 2008   | RFK Stadium, Washington D.C., États-Unis        | Anguilla          | 1–0   | 4–0      | Éliminatoires de la Coupe du monde 2010 |

## Palmarès

### En club
- Earthquakes de San José
  - Vainqueur de la Coupe MLS en 2001
- Dynamo de Houston
  - Vainqueur du MLS Supporters' Shield en 2005

### Individuel
- Trophée du fair-play de la MLS : 2005
- MLS Best XI : 1997